# Miss Fame
Miss Fame is een Amerikaans dragqueen, visagiste en model. Ze was te zien in het zevende seizoen van RuPaul's Drag Race, dat van start ging op 2 maart 2015.

## Carrière
Kurtis Dam-Mikkelsen, zoals Miss Fame eigenlijk heet, werd geboren in San Luis Obispo, Californië. Hij werkte in Californië als mannelijk fotomodel voor bladen. Op advies van modefotograaf Mike Ruiz verhuisde hij in 2011 naar New York en begon er te werken als visagist. Rond die tijd begon hij ook te modelleren en op te treden als travestiet onder de naam Miss Fame.
Miss Fame werd opgemerkt door fotograaf Mary McCartney en kreeg zo een plaats in haar boek Devoted. Ze was ook te zien in Half-Drag, een fotoserie van Leland Bobbé die wereldwijd de aandacht trok en te zien was in verschillende tijdschriften, waaronder Vogue. Bobbé en Miss Fame verschenen in een korte documentaire voor RTL Television in Duitsland. Miss Fame werd ook gefotografeerd voor Gorgeous, een project van fotografen Rob Lebow en Masha Kupets. Ook anderen werden geportretteerd voor dit project. Dam-Mikkelsen verscheen ook verschillende keren in live-interviews met The Huffington Post. In 2014 verscheen Miss Fame in de aflevering "What a Drag!" van de MTV-realityserie Snooki & Jwoww, waarin zij Snooki (Nicole Polizzi) en JWoww (Jennifer Farley) make-upadvies en tips gaf.
Miss Fame werkt in New York als visagist voor beroemdheden zoals zangeres Martha Wash, presentatrice Wendy Williams, Canadees model Ève Salvail, youtuber Jeffree Star en acteur Michael Urie.
In 2015 was Miss Fame kandidaat in het talentenjachtprogramma voor dragqueens RuPaul's Drag Race. Ze eindigde op de zevende plaats.

## Discografie

### Albums
- Beauty Marked (9 juni 2015)

### Singles
- Rubber Doll (28 april 2015)
- InstaFame (9 juni 2015)

## Filmografie

### Film
| Jaar | Titel             | Rol      | Opmerkingen |
| ---- | ----------------- | -------- | ----------- |
| 2014 | A Change of Heart | Zichzelf |             |

### Televisie
| Jaar | Titel              | Rol       | Opmerkingen                |
| ---- | ------------------ | --------- | -------------------------- |
| 2014 | Snooki & Jwoww     | Zichzelf  | Aflevering: "What a Drag!" |
| 2015 | RuPaul's Drag Race | Kandidaat | Seizoen 7                  |

### Webseries
| Jaar | Titel                   | Rol      | Opmerkingen                                             |
| ---- | ----------------------- | -------- | ------------------------------------------------------- |
| 2014 | YouTube Transformations | Zichzelf | Geproduceerd door hemzelf en gefilmd door Marcelo Cantu |

### Muziekvideo's
- Drag Race Theme
- Tan With You
- Rubber Doll

### Muziekvideo-optredens
- Save the Queen (Garek)
- Supermodel (You Better Work) (Rupaul)
- Go All Night (Gorgon City featuring Jennifer Hudson)
- OPULENCE (Brooke Candy)
- My Animal (Garek)